# Grand Hapalémur
Prolemur simus
Genre
Espèce
Statut de conservation UICN

 CR A2cd : 
En danger critique
Statut CITES
Le Grand Hapalémur (Prolemur simus, anciennement Hapalemur simus) est un primate lemuriforme de la famille des Lemuridae et l'unique espèce du genre monotypique Prolemur. Il est le plus grand lémurien mangeur de bambous sur l'île de Madagascar. Il fait partie de la liste des 100 espèces les plus menacées au monde établie par l'UICN en 2012.

## Caractéristiques
Le Grand Hapalémur se distingue de l'Hapalémur gris et de l'Hapalémur doré par son poids plus important (2,4 kg pour un mâle adulte et 2,1 kg pour une femelle) et son pelage gris plus sombre.Son corps mesure 40 à 45 cm et la queue a une longueur de 43 à 48 cm .La caractéristique de cette espèce est la présence de touffes de poils blancs dans les oreilles.

## Écologie et comportement

### Alimentation
Le Grand Hapalémur se nourrit presque exclusivement de bambous (98 % de son alimentation).Les 2p100 restant sont constitués de fleurs, feuilles, fruits et détritus.
Le régime alimentaire varie selon les saisons : De juillet à novembre, ils se nourrissent de la moelle du bambou géant. En décembre, ils  consomment principalement  les jeunes pousses à leur sortie de terre.

### Comportement
Ce sont des animaux nocturnes, très actifs à l’aurore et au crépuscule. Bien qu’ils soient arboricoles, ils se déplacent aussi au sol. Ils vivent en groupe de 4 à 7 individus, la structure sociale du groupe est mal connue.
L’espace vital de chaque individu est de 40 à 60 ha voire plus.
Pour communiquer, le grand hapalémur utilise deux cris, un cri de contact et un cri d’alarme. Le cri de contact est une sorte de jappement qui est un signal de cohésion du groupe. Le cri d’alarme est émis quand un lémur est dérangé ou effrayé par un autre animal dans la forêt. Ce cri a deux tonalités, semblable à « ouik-grrraaa » émis en séquences rapides.

### Reproduction
C’est une espèce polygame. La reproduction a lieu en mai-juin et le temps de gestation est de 142 à 149 jours.Les naissances ont lieu en novembre, au passage de la saison sèche à la saison humide. La femelle donne naissance à un seul jeune qu’elle garde avec elle les 5 premières semaines puis elle le laisse explorer son environnement vers 7-8 semaines. Il est sevré au bout de 8 mois. Les mâles quittent le groupe de naissance vers 3-4 ans.

### Prédation
Un des prédateurs est le fossa, un mammifère endémique de Madagascar ressemblant à un petit puma. Mais le principal prédateur est l'Homme qui le chasse pour sa chair ou pour le vendre comme animal de compagnie.

## Habitat et répartition

Répartition du Grand Hapalémur à Madagascar.

Le Grand Hapalémur vit notamment dans les forêts humides de la région du Parc national de Ranomafana (Madagascar) où il coexiste avec les deux autres espèces d'Hapalémurs. Il vit dans les buissons de bambous.
Les restes fossiles montrent que cette espèce avait une distribution beaucoup plus large au nord, nord-ouest, centre et à l'est de Madagascar. Actuellement, il n’occupe de 4p100 au maximum de son habitat historique.

## Classification
Le Grand Hapalémur était auparavant connu sous le nom scientifique de Hapalemur simus,.

## Menaces et conservation
Cette espèce de lémuriens est la plus touchée par les activités humaines telles que le déboisement dans des buts agricoles (principalement pour augmenter la surface des terres cultivées et les rendements) et la construction de routes. Il ne resterait en 2012 qu'environ 500 individus en milieu sauvage.
En milieu naturel, 90 % des forêts originelles où ils vivent à Madagascar ont été détruites par les activités humaines. À Madagascar, des équipes vétérinaires et scientifiques, notamment du parc zoologique de Paris, organisent et participent à plusieurs programmes de protection des lémuriens et donc du grand hapalémur. L’Association Française pour la Sauvegarde du Grand Hapalémur (AFSGH) ou Helpsimus a été créée en octobre 2009.  En collaboration étroite avec des organismes malgaches, ils participent à des inventaires de population, des études génétiques et des campagnes de sensibilisation des habitants. Le Parc Zoologique de Paris prend part à des programmes de gestion des populations sauvages et captives, et travaillent au renforcement des populations dans leur habitat, à Madagascar (translocations, et éventuellement réintroductions).
Il existe un programme d'élevage conservatoire de cette espèce en captivité. Initié en Europe, ce programme européen pour les espèces menacées (EEP) a été créé par une scientifique du Parc zoologique de Paris en 2007,. Mi-2019, 26 individus étaient ainsi présents dans sept institutions zoologiques européennes, dont quatre françaises (Asson, Besançon, Lyon et Paris).